# Clavija procera
Clavija procera är en viveväxtart som beskrevs av B. Ståhl. Clavija procera ingår i släktet Clavija och familjen viveväxter. Inga underarter finns listade i Catalogue of Life.